# Wsiewołod Abdułow
Wsiewołod Osipowicz Abdułow (ros. Всеволод Осипович Абдулов; ur. 29 grudnia 1942 w Moskwie, zm. 27 lipca 2002 tamże) – radziecki aktor filmowy, teatralny i głosowy.
Syn Osipa Abdułowa. Absolwent Szkoły - studio MChaT (1964). W latach 1964-1990 w trupie MChaT. Występował w filmach, m.in. "Żditie pisiem" 1960; "Niet i da" 1966; "Karusiel" 1970; "Miesto wstrieczi izmienit´ nielzia" 1979; "Prikluczenija Toma Sojera i Geklberri Finna" 1981; "Dorogoj Edison!" 1986; "Goł w Spasskije worota" 1990 .
Pochowany na Cmentarzu Wwiedieńskim w Moskwie.

## Wybrana filmografia

### Filmy animowane
- 1978:  Mój przyjaciel sygnalizator świetlny